# 全輪駆動

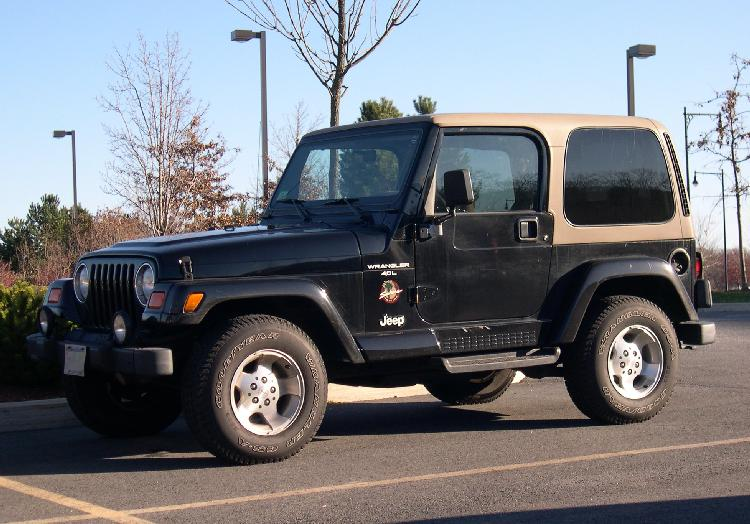
ジープ・ラングラーは、4×4の四輪駆動車で、ローレンジギアボックスを搭載し、ドライバーがローレンジとハイレンジのギアを選択できるようになっている。

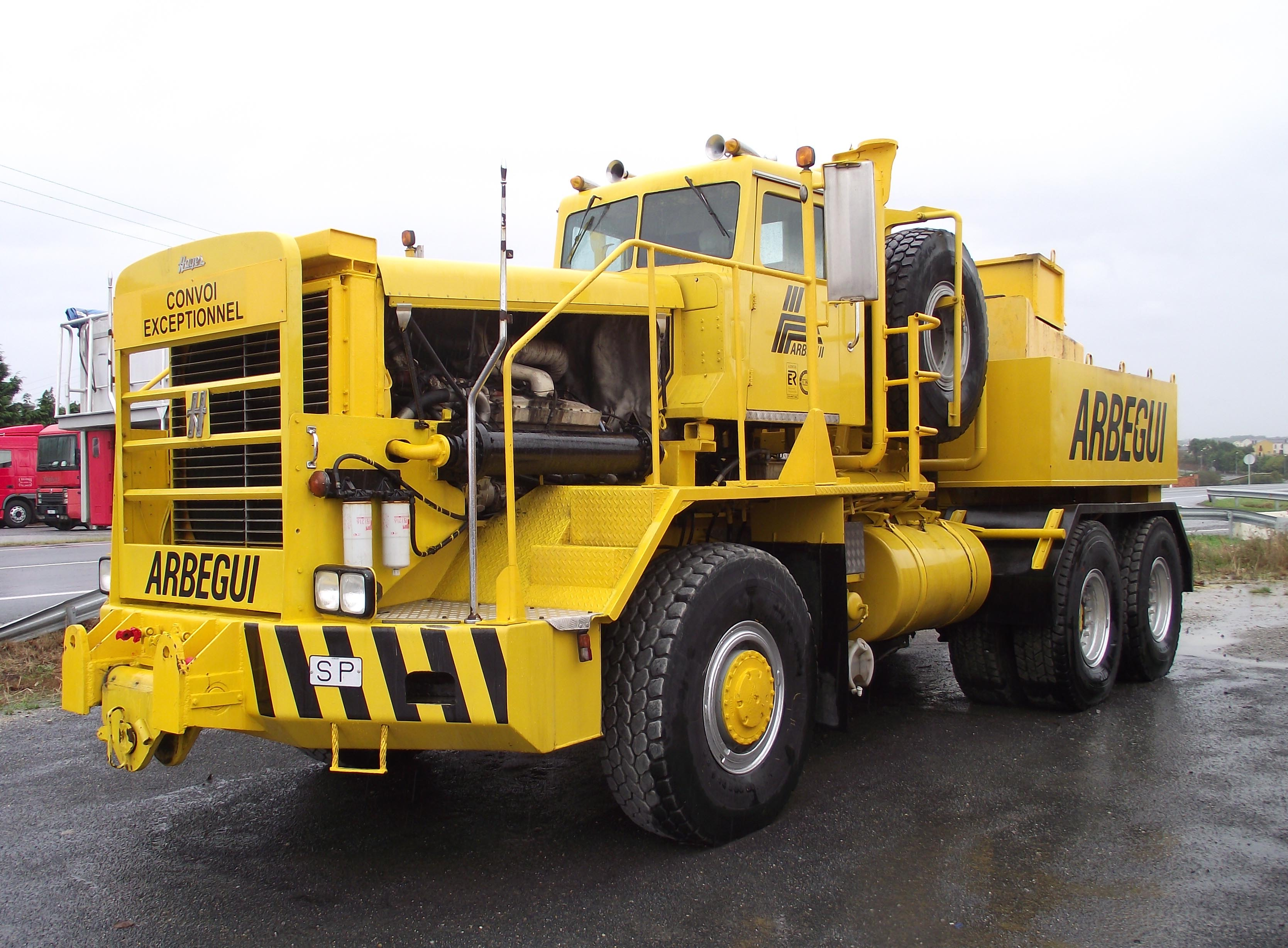
ヘイズ・WHDX 70-170 6×6トラクター

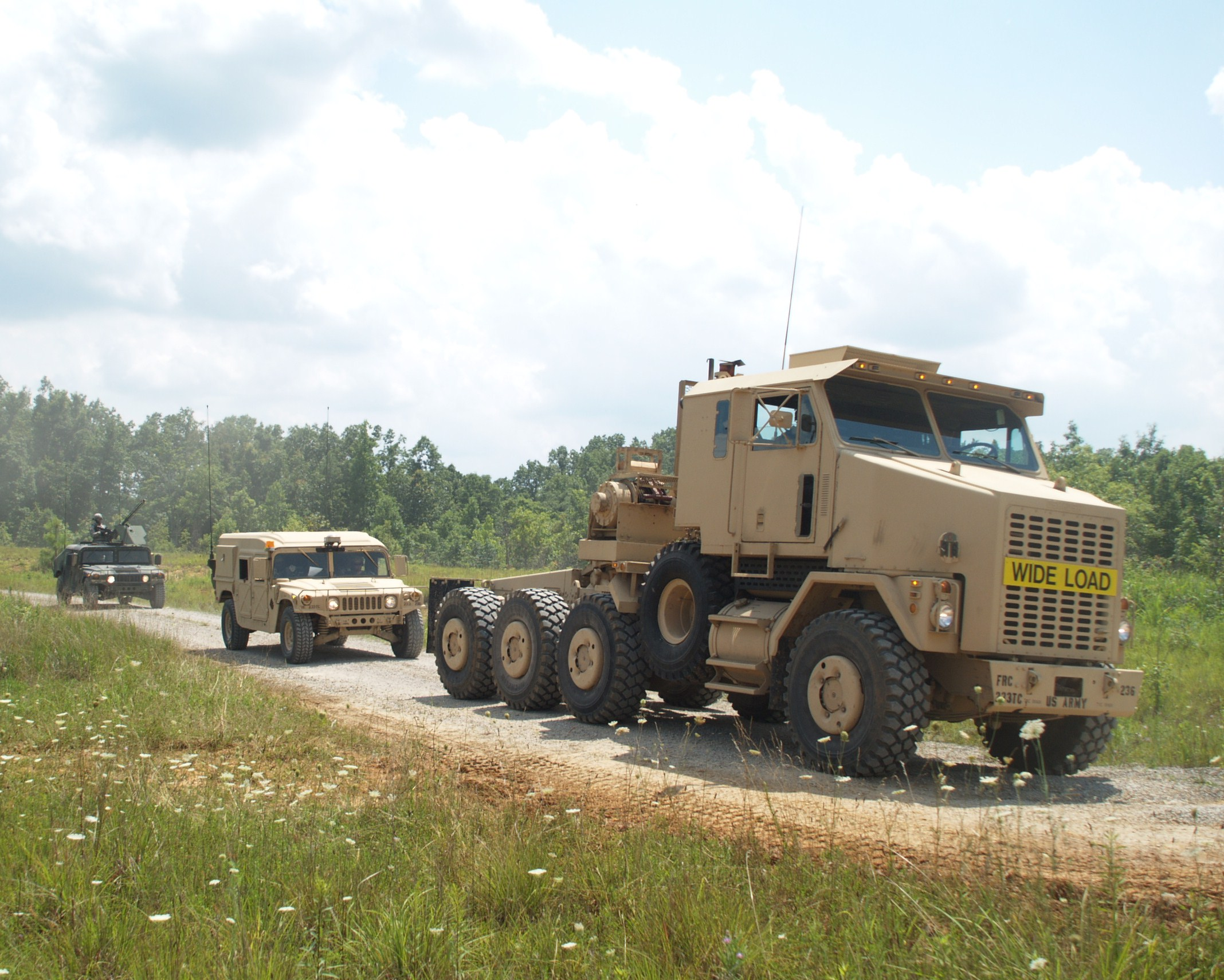
HETS（米軍重量機材輸送システム）の8×8トラクター部

全輪駆動車（ぜんりんくどうしゃ、英: All-wheel drive vehicle; AWD vehicle）または総輪駆動車（そうりんくどうしゃ）は、（常時またはオンデマンド式で）全ての車輪へ動力を提供することができる動力列（パワートレイン）を持つ車両である。
最も一般的な全輪駆動の形式は、
4×4（四輪駆動、4WD）
両端に車輪が付いた2つの車軸にそれぞれ動力を供給することができる
6×6（六輪駆動、6WD）
両端に車輪が付いた3つの車軸にそれぞれ動力を供給することができる
8×8（八輪駆動、8WD）
両端に車輪が付いた4つの車軸にそれぞれ動力を供給することができる
である。
車はパートタイム全輪駆動か常時（フルタイム）全輪駆動のいずれかとなる。
オンデマンド（パートタイム）
一方の車軸は恒久的に駆動部に連結されており、もう一方は必要に応じて連結される。
常時（フルタイム）
全ての車軸が恒久的に連結されている（差動装置の有無にかかわらず）。
独立
車輪は駆動されるが、セントラル機械式出力カップリングに依存していない。

## 用語の使用
特に北米では、数十年前から「AWD」という呼称が使われており、「4X4」や「4WD」とは区別して、常時駆動、前後のドライブシャフト間の差動装置（デファレンシャル）、アクティブなトルク伝達の管理などを行う駆動システムを搭載した車を指すようになり、特にABSの登場後はその傾向が強くなっている。しかし、「AWD」や「全輪駆動（all-wheel drive）」という呼称は、この傾向よりもずっと前から存在しており、アソシエイテッド・イクイップメント・カンパニー（AEC）は1929年に、アメリカの先駆者であるフォー・ホイール・ドライブ・オート・カンパニーの英国子会社と共同でAWDトラックを製造していた。さらに、ゼネラルモーターズは1930年代後半に早くも「全輪駆動」としてのラインを製造し始めた。なお、北米以外ではこのような用語の使い分けは一般的ではない。
日本の自動車メーカーではSUBARUが自社の四輪駆動システムを「AWD」と、いすゞ自動車は4×4駆動を含めて「総輪駆動」と呼んでいる（他社での呼称は「4WD」）。